# Confuciusornis
Confuciusornis ("Confucius fågel") är ett släkte förhistoriska fåglar som levde under Barremian-stadiet av kritaperioden, för omkring 125 miljoner år sedan. De första kända exemplaren hittades 1994 i provinsen Liaoning, Kina. Sedan dess har hundratals fossil hittats i området, flera av olika åldersgrupp, vilket kan tyda på att denna fågel levde i kolonier. Släktet är de äldsta kända exemplet på fåglar med tandlösa näbbar, och tros föregå den tidigare äldsta fågeln med näbb (Gobipteryx) med cirka 50 milj. år. Utforskade arter är C. sanctus (typen), C. dui, C. chuonzhous och C. suniae (de två senare kan vara synonymer till C. sanctus). Confuciusornis har även varit föremål för utsmuggling av fossil från Kina.

## Beskrivning
Confuciusornis var ungefär lika stor som en kråka, och var mycket mer lik moderna fåglar än vad exempelvis Archaeopteryx var. Confuciusornis hade välutvecklad, spetsig näbb som var tandlös, en stump till svans med pygostyl och bröstbenskam för att fästa vingmuskler. Till skillnad från de flesta moderna fåglar hade Confuciusornis vingar med klor, och fingrarna var inte sammanvuxna. Confuciusornis utmärker sig genom att den hade ett par osedvanligt långa stjärtfjädrar. Liksom hos nu levande paradisfåglar kan Confuciusornis stjärtfjädrar ha varit i uppvisningsyfte under parningstiden.

### Föda
Liksom med många andra utdöda fåglar är det svårt att få reda på vad Confuciusornis levde av. Man har dock påträffat ett fossil efter Confuciusornis som har rester efter fisk i magen vilket är goda bevis för att den till viss del var piscivor. Det har även föreslagits att den levde av tidiga frukter.

## Fylogeni
Confuciusornis tros vara en gren vid sidan om fåglarnas utvecklingsträd, och således inte förfader till dagens fåglar. Upptäckten av Confuciusornis tyder dock på att fåglar var spridda och levde i olika miljöer redan under början av kritaperioden, trots att den tros ha levt endast cirka 15 milj. år efter Archaeopteryx. Confuciusornis hade också en ontogeni som liknande moderna fåglars, därigenom att den växte ganska fort, vilket andra tidiga fåglar, såsom Archaeopteryx och Sapeornis, inte gjorde .
Kladogram över fåglar (Aves).
```
Aves
(fåglar)───
Archaeopteryx

            └──
Rahonavis

              └──
Jeholornis

                └──
Pygostylia
────
Sapeornis

                                └───Confucisornithidae──
Confuciusornis
     
                                  │                     └─
Changchengornis

                                  │
                                  └─Ornithothoraces───Enantiornithes
                                                      └─Ornithurae (inkl. moderna fåglar)
```